# 기 드 숄리아크
기 드 숄리아크(프랑스어: Guy de Chauliac,  1300경 ~ 1368년 7월 25일)는 프랑스의 의사, 외과의이다. 교황 클레멘스 6세, 인노첸시오 6세, 우르바노 5세의 주치의로 외과 수술에 대한 라틴어 출판 논문인 《대외과학》(외과학대전, Chirurgia magna)을 저술하였으며 이는 중세 유럽에서 여러 언어로 번역되어 읽혔다.